# 黃綬 (嘉靖進士)
黃綬（1499年—？），字公佩，號南渠，陝西寧夏中屯衛軍籍，浙江仁和縣人，明朝政治人物。

## 生平
陝西鄉試第四十七名舉人。嘉靖八年（1529年）中式己丑科會試第一百八十一名，登第三甲第一百四十二名進士。授平阳府推官，十四年十一月选授河南道试監察御史，十五年五月实授，同月奉命赴宣大核对钱粮，复除山东道御史，二十五年巡按山东，二十六年五月升大理寺右寺丞。

## 家族
曾祖黃鎬；祖父黃瑀；父黃淳，曾任典膳。母陳氏。重庆下。弟黄统。